# رونالد امریک

رونالد اریک امریک

رونالد اریک امریک (به انگلیسی: RONALD ERIC EMMERICK) (متولد ۹ مارس ۱۹۳۷، درگذشت ۳۱ اوت ۲۰۰۱) دانش آموخته برجسته استرالیایی در زمینه تمدن و زبان ایرانی، هندی و تبتی است. طی سال‌های ۱۹۶۴-۱۹۶۷ او در کالج سنت جان به عنوان محقق و طی سالهای ۱۹۶۴-۱۹۷۱ به عنوان مدرس ایرانشناسی در مدرسه مطالعات شرق و آفریقا دانشگاه لندن مشغول به کار شد.